# محمد الطوبي
محمد الطوبي شاعر مغربي ولد عام 1955 في القنيطرة بالمغرب أنهى تعليمه الابتدائي والثانوي في مدينة القنيطرة. عمل موظفاً بدار الثقافة. بدأ نشر نصوصه الأولى في أواسط السبعينيات في بعض الصحف المغربية والمجلات العربية والأوربية في القاهرة، وبيروت، ودمشق، وبغداد، والكويت، والرياض، وطرابلس، وتونس، والجزائر، وباريس، ولندن، وقبرص. ترجمت بعض أشعاره إلى الإسبانية كما شارك في العديد من الملتقيات المغربية، والعربية في المربد وجرش والجزائر وتونس. توفي في 7 يناير 2004 ودفن في مسقط رأسه بمدينة القنيطرة.

## دواوينه الشعرية
- سيدة التطريز بالياقوت 1980
- صعوداً أناديك سهوا 1983
- أيقونة العاشق المغربي 1985
- صبوات المجنون 1986
- في وقتك الليلكي هذا انخطافي 1987
- مَلِك الصعاليك الجميل 1990
- تجربة الإكليل في كمنجات الحريق 1995
- طفولة الوردة 1996
- قمر الأندلس الأخير 1997
- أسطورة النورس القتيل 1986 - دمشق
- قمر الأندلسي الأخير القنيطرة، منشورات البوكيلي، 1997
- بتول بتول 92 دمشق
- وقت لجسد النشيد 2003، الرباط
- المجد لينا يا حضرة النبيذ 2003، الرباط·
- غواية الأكاسيا القنيطرة منشورات البوكيلي عن جمعية اصدقاء الشاعر محمد الطوبي للثقافة والإبداع

وأعمال شعرية أخرى.